# Cmentarz w Gołąbkach
Cmentarz w Gołąbkach – rzymskokatolicki cmentarz w Gołąbkach, w warszawskiej dzielnicy Ursus.
Cmentarz znajduje się przy ulicach Elżbiety Rakuszanki i Orłów Piastowskich. Zarządza nim piastowska Parafia Matki Bożej Częstochowskiej.
Nekropolia miała pierwotnie kształt zbliżony do kwadratu, lecz z czasem zaczęła rozciągać się na wschód. Ma główną bramę od strony ul. Rakuszanki i dwie furtki.

## Historia
Cmentarz został założony w 1928 z inicjatywy piastowskiego proboszcza Antoniego Montaka. Posiadał kilkanaście alejek (rzędów). Dopiero po II wojnie światowej teren cmentarza został znacznie powiększony.
Od 2001 do 2009 cmentarz był remontowany: ścieżki został wybrukowane kostką, a cmentarz został ogrodzony nowym, żeliwnym parkanem; wprowadzone zostały kwatery.

## Pochowani na cmentarzu
- Elżbieta Jagielska (1931–2003) – aktorka
- Mieczysław Łubiński (1921–2004) − inżynier budownictwa, członek PAN, rektor PW
- Antoni Montak (zm. 1935) − pierwszy proboszcz parafii w Piastowie, kapelan Twierdzy Modlin
- Władysława Ogrodowczyk (1877–1966) − działaczka społeczna
- Janina Olędzka (1890–1980) – nauczycielka, poetka
- Stanisław Bodych (1901–1944) – ps. Rawicz, dowódca kompanii w 7. pułku AK Garłuch, zamordowany przez hitlerowców w lasach pod Magdalenką
- Władysława Tryner z d.Grodkiewicz "Cyganka" (1921–1944) – żołnierz kompanii "Kordian"
- Stanisław Grodkiewicz (1925–1944) – żołnierz batalionu "Miotła"
- Stefan Kaczmarski "Kaczor" (1923–1944) – żołnierz batalionu "Miotła", zginął na Starówce
- Stefan Zapaśnik (1899–1944) – żołnierz batalionu "Miotła"
- Juliusz Jaworski "Sułkowski" (1926–1989) – żołnierz batalionu "Miotła"
- Konstanty Biergiel (1855–1939) – wiceadmirał
- grób rodziny Falborskich, rozstrzelanych 12 grudnia 1944 roku za udzielanie pomocy w ramach akcji Peron
- grób rodziny Krygierów - Władysława "Ciocia", komendantka WKS w Piastowie, Hieronim "Walski", kapitan AK
- zbiorowa mogiła ofiar z września 1939
- zbiorowa mogiła członków ZWM poległych w walce z okupantem hitlerowskim w dniu 9 stycznia 1945
- dwie zbiorowe mogiły 110 żołnierzy i cywilów poległych w sierpniu i wrześniu 1944 w powstaniu warszawskim

## Galeria

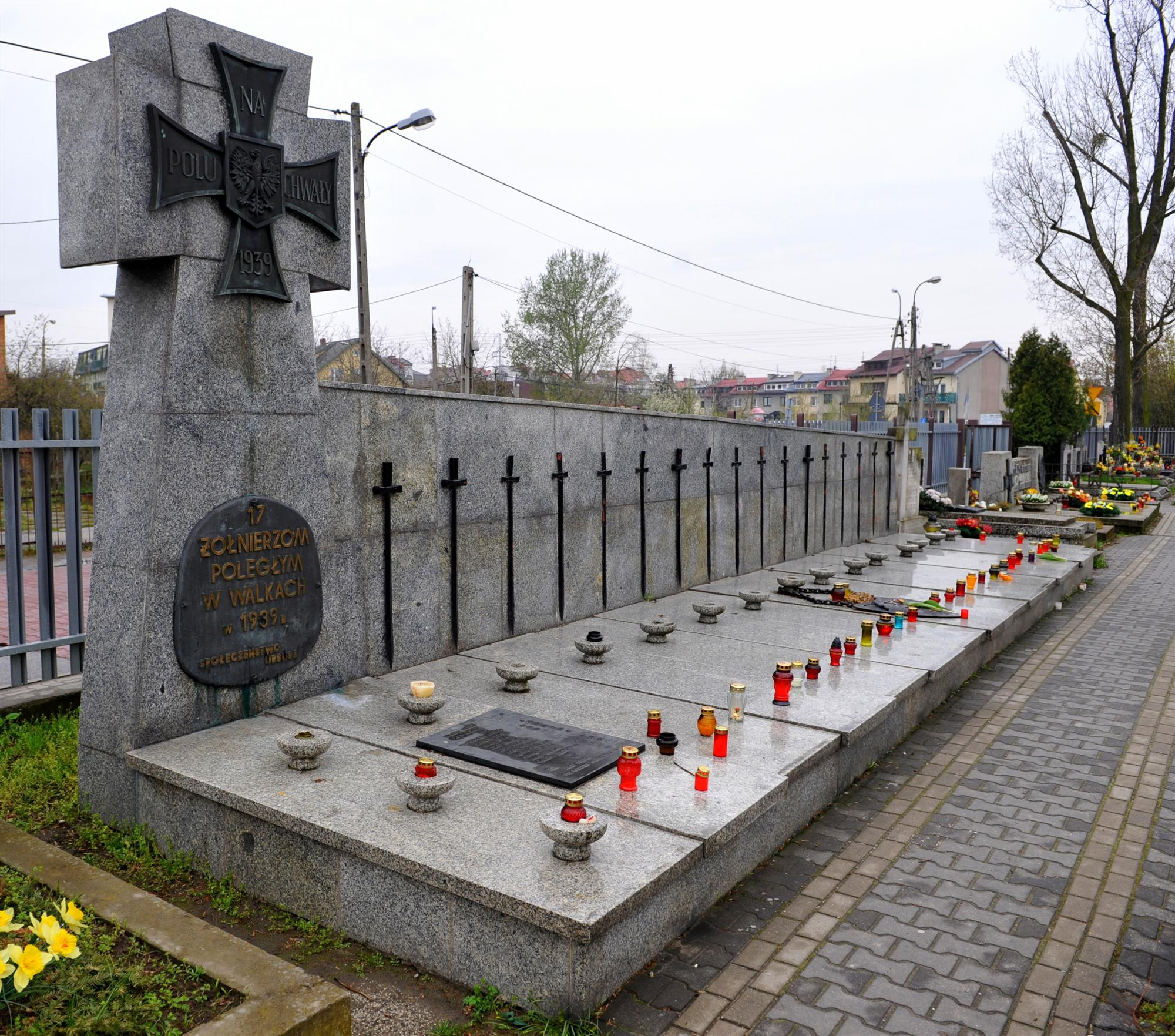
Zbiorowa mogiła ofiar z września 1939
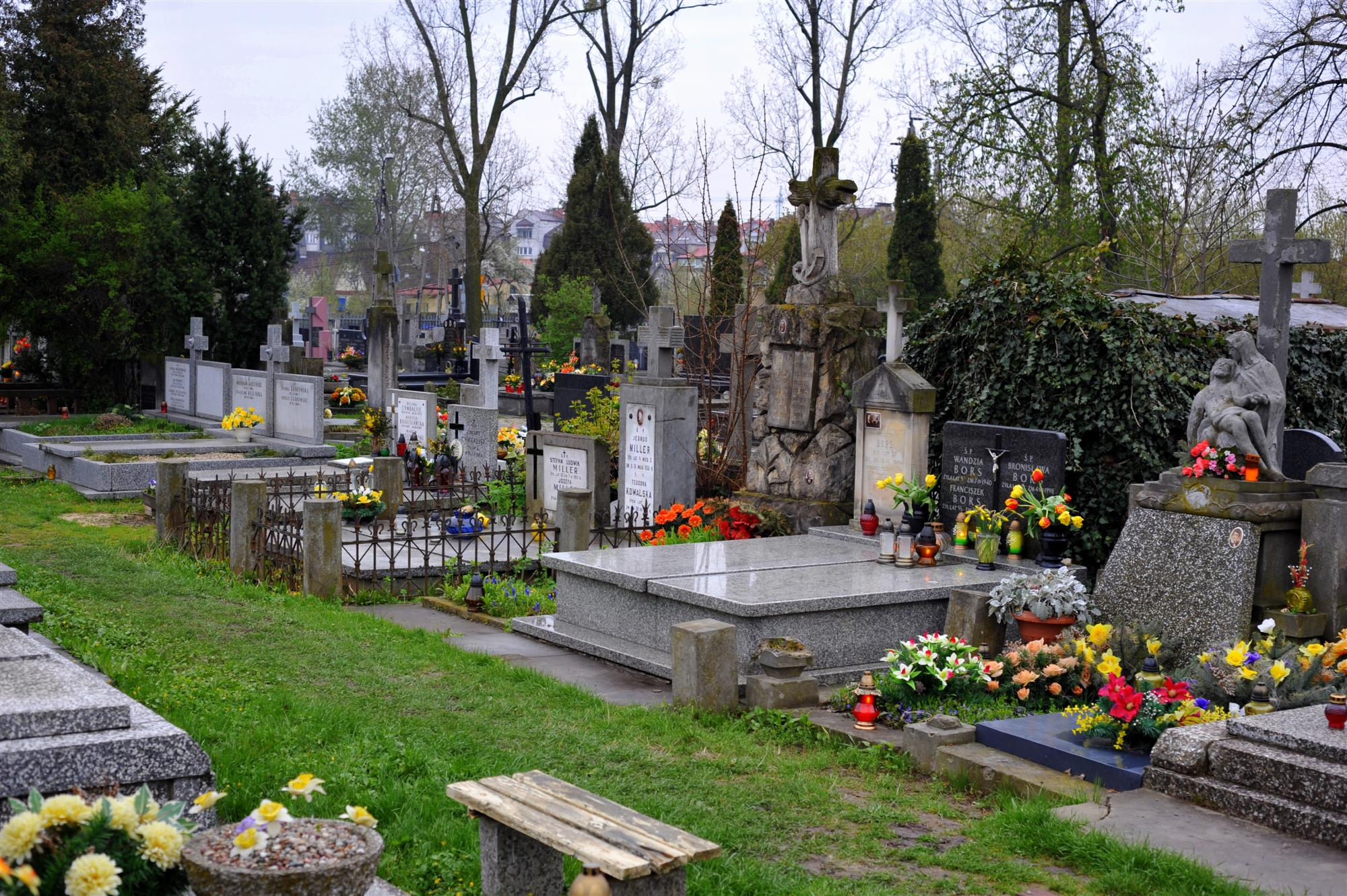
Cmentarz w Gołąbkach
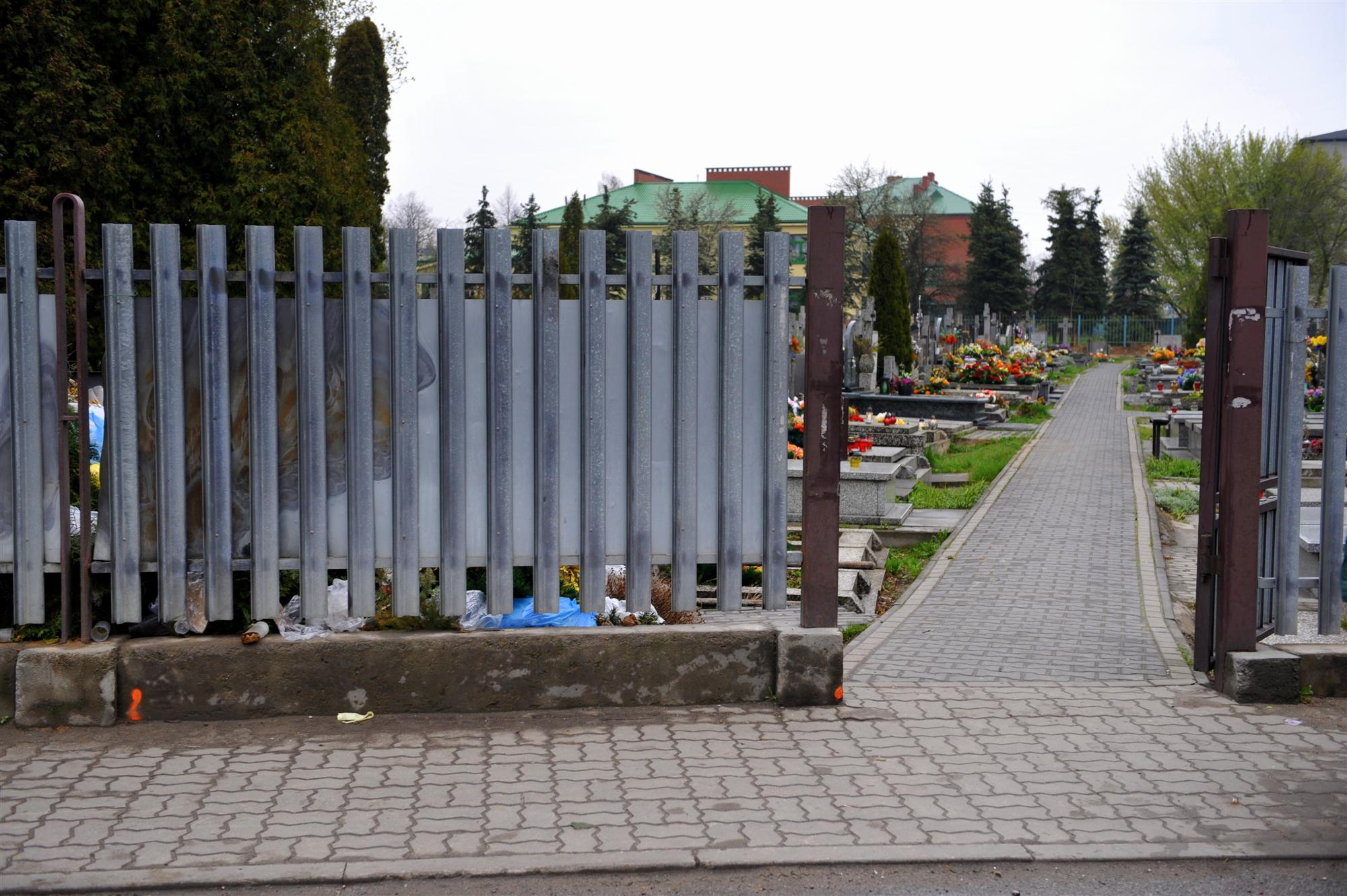
Jedna z furtek wejściowych na cmentarz
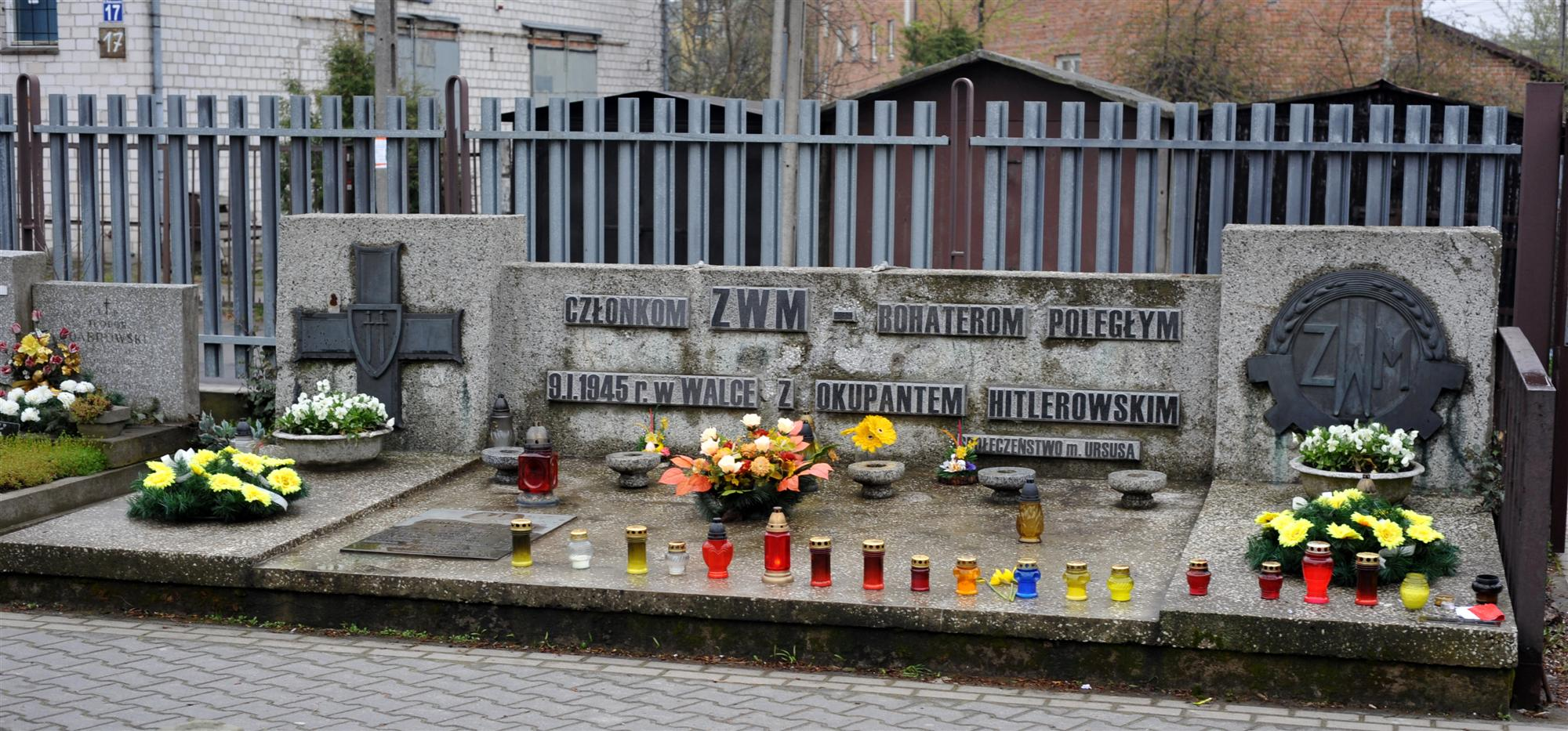
Zbiorowa mogiła członków ZWM poległych w walce z okupantem hitlerowskim